# Dysphania malayaria
Dysphania malayaria är en fjärilsart som beskrevs av Achille Guenée 1858. Dysphania malayaria ingår i släktet Dysphania och familjen mätare. Inga underarter finns listade i Catalogue of Life.